# WIEM (encyklopedia)
Wielka Interaktywna Encyklopedia Multimedialna, WIEM – encyklopedia internetowa, stworzona na podstawie Popularnej Encyklopedii Powszechnej i Multimedialnej Encyklopedii Powszechnej wydawnictwa Fogra, udostępniana od 2000 roku przez portal internetowy Onet.pl. Edycja 9 z 2006 r. zawiera ponad 125 tys. haseł.
Pierwsze wydanie zostało opublikowane w połowie lat 90 (tom pierwszy Popularnej Encyklopedii Powszechnej został wydany w 1994; ukazało się 20 tomów i supplement). Drugie wydanie z 1998 r. (Multimedialna Encyklopedia Powszechna) zawierało około 66 tys. haseł, ponad 3 tys. zdjęć, około 600 ilustracji, ponad 40 min filmów, ponad 3 godziny dźwięku, ponad 120 tabel i ponad 200 map. 
Drugie wydanie było udostępnione w Internecie od 1998 pod adresem www.encyklopedia.pl i nazwą Wielka Interaktywna Encyklopedia Multimedialna (WIEM). Był to w tym czasie największy polskojęzyczny internetowy serwis encyklopedyczny. W 2000 r. portal został przejęty przez Onet. Encyklopedia początkowo była dostępna bezpłatnie, stan ten utrzymał się do wydania z 2001 r. W połowie 2003 r. Onet.pl zapowiedział, że darmowe wydanie encyklopedii nie będzie już poszerzane ani uaktualniane, w zamian dostępna będzie nowa wersja encyklopedii, za dostęp do której trzeba będzie płacić. Do końca roku starsza wersja była nadal dostępna za darmo. Od 2 marca 2006 WIEM jest dostępna ponownie bez ograniczeń.
Od lat 2000. nie jest często aktualizowana. Od lat 10. XXI wieku jest częścią serwisu zapytaj.onet.pl.

## Nagrody
Encyklopedia otrzymała następujące nagrody:
- 1998 - Produkt Roku magazynu "PCkurier"[9]
- 1999 - Best of the European Web (polskiej sekcji firmy Europa Online)[9]